# مارکوس مارین
مارکوس مارین (انگلیسی: Marcus Marin؛ زادهٔ ۱۳ دسامبر ۱۹۶۶) بازیکن فوتبال اهل آلمان است.
از باشگاه‌هایی که در آن بازی کرده‌است می‌توان به باشگاه فوتبال هولشتاین کیل، باشگاه فوتبال کایزرسلاوترن، باشگاه فوتبال هامبورگ، باشگاه فوتبال سیون، باشگاه فوتبال فورتونا دوسلدورف، باشگاه فوتبال سن پائولی، و باشگاه فوتبال دویسبورگ اشاره کرد.